# Schistophyllum decipiens
Schistophyllum decipiens là một loài Rêu trong họ Fissidentaceae. Loài này được (De Not.) Lindb. mô tả khoa học đầu tiên năm 1879.